# Tasso di fecondità specifico
Il tasso di fecondità specifico è un indicatore statistico utilizzato in demografia per indicare il numero di nati vivi da donne con una specifica età in un anno.